# Vektor R4
Le Vektor R4 est un fusil d'assaut chambré pour la cartouche de 5.56×45mm OTAN produit à partir des années 1980. Fabrication sous licence du Galil israélien, il a été  produit par Lyttelton Engineering Works afin de remplacer les Vektor R1 et R2 dans les Forces de défense sud-africaines. Il existe en différentes versions aujourd'hui fabriquées par Denel.

## Histoire
A la fin de la décennies 1970 et au début des années 1980, l'Afrique du Sud de l'apartheid est isolée sur la scène internationale et sous embargo depuis 1972. Le pays développe alors une puissante industrie de l'armement et noue des partenariats avec plusieurs pays également marginalisés comme Israël ou Taïwan. Utilisant depuis le milieu des années 1950 les Vektor R1 et R2 - versions locales du FN FAL - l'Afrique du Sud obtient à la fin des années 1970 l’autorisation de produire sous licence le fusil d'assaut israélien Galil. 
Dénommée Vektor R4, la nouvelle arme de l'infanterie sud-africaine est fabriquée à l'origine par  Lyttelton Engineering Works. Même si elle est rapidement diffusée dans l'ensemble de la troupe, elle ne remplace jamais complètement les Vektor R1 et R2 qui restent en service au sein des forces armées sud-africaines . 
L'arme évolue ensuite dans différentes versions au fil du temps, comprenant des versions plus compactes ou semi-automatiques et modernisées. En 2011, les Forces de défense sud-africaines annoncent qu'elles comptent investir 6,2 millions de rands pour moderniser leurs R4 en service et en convertir certains en fusils Dedicated Marksman destinés au tir de précision.

## Conception technique
Le Vektor R4 est très proche du Galil israélien sur le plan technique. C'est un fusil d'assaut chambré pour la cartouche de 5.56x45mm OTAN fonctionnant par emprunt de gaz, culasse rotative à deux tenons et piston à course longue et tirant culasse fermée. Le canon se termine par un frein de bouche permettant le tir de grenades à fusil.
Il dispose d'un sélecteur de tir à levier à trois positions : sécurité, coup par coup ou automatique. La visée est assurée par des organes de visées mécaniques avec des réglages pour 300 et 500 mètres. En cas de conditions de basse luminiosité, les organes de visée sont traités au tritium. Comme le modèle israélien, le Vektor R4 dispose d'une crosse rabattable latéralement sur la droite. L'alimentation en munitions se fait par des chargeurs standards courbes de 35 cartouches, des chargeurs de 50 cartouches étant toutefois produits dans les années 1980. Un bipied et une poignée de transport rabattable pouvaient également être montées sur l'arme.
Le Vektor R4 diffère toutefois du fusil israélien par son chargeur et sa crosse réalisés en polymère haute-densité, une crosse plus longue pour l'adapter à la morphologie du soldat sud-africain et un sélecteur de tir raccourci pour diminuer le bruit lorsqu'on enlève la sécurité. Le tube d'emprunt des gaz est également verrouillé de manière plus solide afin d'éviter son desserrage en cas de tir soutenu,.
Des versions modernisées et des kits d'accessoires sont également disponibles pour rendre l'arme plus polyvalente et permettre le montage d'optiques de visées, d'une poignée sous le garde-main ou d'une lampe-torche,.

## Variantes et versions
Le R4 est décliné en différentes versions.
La version R5 est une version compacte disposant d'un canon plus court (332mm contre 460mm) destinée notamment aux forces spéciales de la Marine et de l'armée de l'air. Le frein de bouche du R5 est modifié pour empêcher le tir de grenades à fusil. Apparu dans les années 1990, le R6 est destiné aux équipages de véhicules blindés et aux forces spéciales. Il se caractérise par un canon fortement raccourci à seulement 280 millimètres.
Vektor aurait aussi travaillé sur des R7 et R8 - respectivement une mitrailleuse légère et un Micro Galil local - mais ces versions semblent n'être jamais entrées en production.

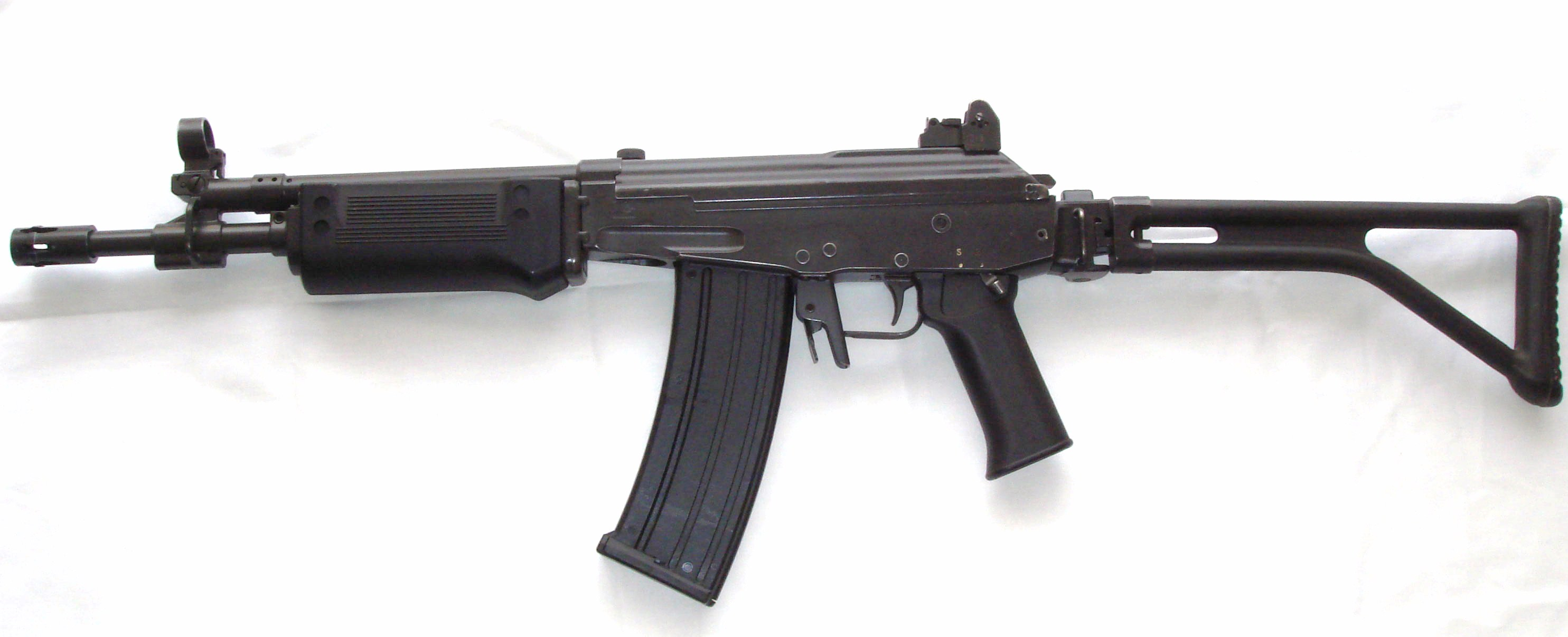
Le LM5 est la version semi-automatique du R5.

Pour les besoins de la police et des sociétés de sécurité privées, Denel a produit des versions des R4 et R5 ne tirant qu'en tir semi-automatique sous le nom de LM4 et LM5. Ces armes sont aussi disponibles pour les tireurs civils dans les pays où la législation le permet. 
Le R4 servira également de base au CR-21 présenté en 1997. Conçue pour devenir le fusil standard de l'armée sud-africaine, cette arme bullpup au design futuriste dispose d'une visée optique intégrée, de commandes de tir ambidextre et d'un levier d'armement déplacé sur l'avant gauche de la carcasse. Malgré ses qualités, le CR-21 n'a jamais produit en grande série, ses seuls acheteur étrangers connus sont le Pérou et le Venezuela qui en possèderaient quelques exemplaires,. Seuls 200 exemplaires du CR-21 auraient été fabriqués avant l'abandon du projet.

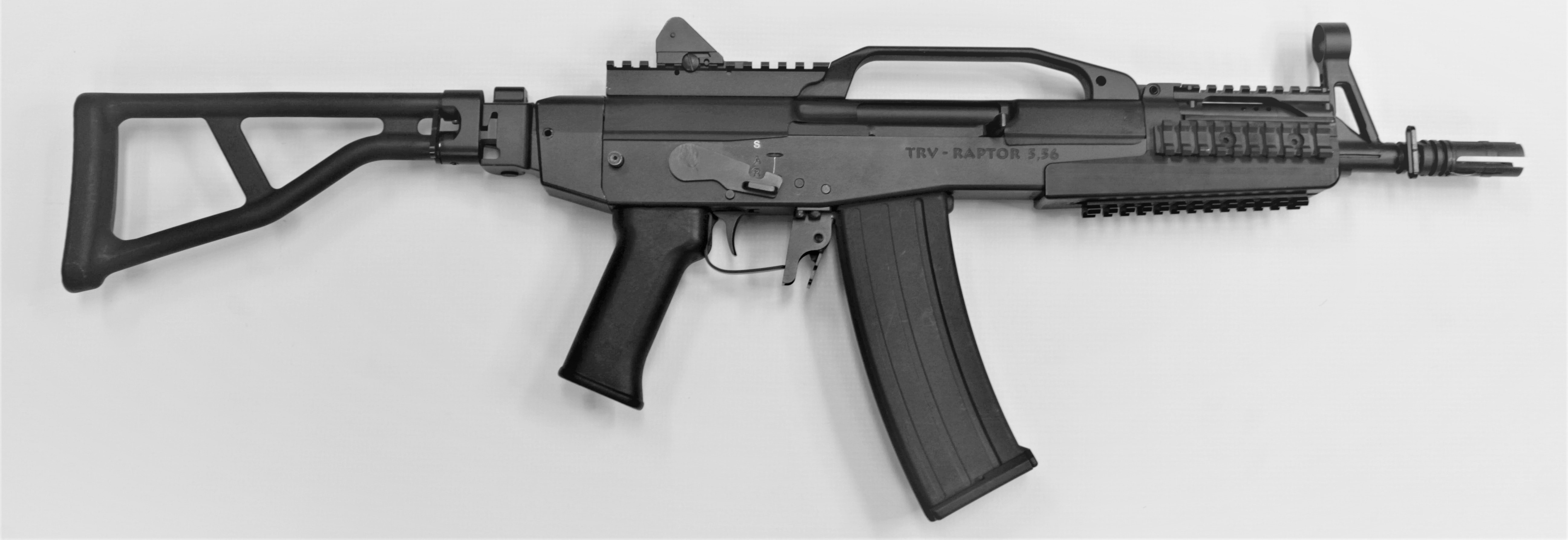
Le Raptor était une version modifiée du R4.

Une autre version modifiée du R4 est le Raptor conçue par Truvelo Armoury. Le Raptor conserve l'architecture classique du R4 mais possède une poignée de transport sur le dos du boîtier, une crosse et un sélecteur de tir redessinés et un garde-main modifié doté de rails Picatinny. Il était également possible d'y installer un bipied et un lance-grenades sous le garde-main. Chambré à l'origine en 5.56x45mm OTAN, une version en 7.62x39 russe était également étudiée pour l'exportation. Disponible en version standard et à canon court, le Raptor ne sera jamais produit en série. 
En 2010, une version modernisée du R4 est présentée lors du salon Africa Aerospace & Defence à Cape Town. Elle comprend une nouvelle crosse ajustable, un garde-main et un couvre-culasse dotés de rails Picatinny permettant le montage de divers accessoires ainsi que la possibilité de monter un lance-grenades.

## Utilisateurs
- Afrique du Sud : Du fait de son adoption par l'armée sud-africaine, cette arme connut le feu durant la Guerre sud-africaine de la frontière au côté de ses prédécesseurs R1/R2 (versions du FN FAL produits sous licence) et R3 (HK G3 de fabrication portugaise équipant les unités de transmissions ou de réservistes) voire d'AK-47 et autres AKM-59 pris à l'ennemi. Les services de gardiennage des compagnies minières utilisent, tout comme la police, les versions semi-automatique LM4/LM5.
- Côte d'Ivoire : Livraison durant la Guerre civile.
- Croatie : Livraison durant la Guerre de Croatie.
- Haïti : Utilisés par la police et l'armée haïtiennes[17].
- Rwanda : Importés à partir de 1992 pour être utilisés par l'Armée nationale rwandaise.
- Serbie : Armes croates capturées en 1991 et utilisées par la 72e Brigade d'opérations spéciales et les unités anti-terroriste.
- Togo : En dotation pour les Bataillons d'Intervention Rapide depuis 2016

## Culture populaire
Le Vektor R4 et ses dérivés apparaissent dans quelques jeux vidéo et plusieurs films et séries télévisées.
Avec le contenu téléchargeable Western Sahara, le R4 est disponible dans Arma 3 sous le nom Velko R4/R5. Il est également disponible dans Ghost Recon : Wildlands avec le contenu Fallen Ghost depuis 2017. Le R5 fait une apparition dans le jeu Metal Gear Ac!d sorti sur PSP en 2005. Pour sa part, le futuriste CR-21 apparaît dans Alliance of Valiant Arms et Cross Fire sortis respectivement en 2008 et 2007. Il est également présent dans SOCOM U.S. Navy SEALs : Fireteam Bravo 2 sorti sur PSP en 2012 où il équipe les mercenaires de la Shadow Element sous le nom de SAS-R. Les R4 et ses dérivés équipement également une partie de l'infanterie sud-africaine dans l'extension  Nation Pack : South Africa du jeu Wargame : Red Dragon.
En raison de leur origine, les fusils d'assaut Vektor sont visibles dans des films ou des séries télévisées tournés en Afrique du Sud tels que Zulu, Machine Gun, Mercenary, District 9, Elysium ou Chappie. Il arrive également que certains Vektor soient maquillés en fusils AK-47/AKM pour les besoins des scénarios.
La gamme Vektor apparaît fréquemment dans la série télévisée Strike Back : Vengeance dont le scénario se déroule en grande partie en Afrique du Sud. Plusieurs R4 ou R5 -  certains modernisés - y sont visibles ainsi que des CR-21. Des R5 améliorés apparaissent également dans la série télévisée sud-africaine Queen Sono. 